# 土蜘蛛

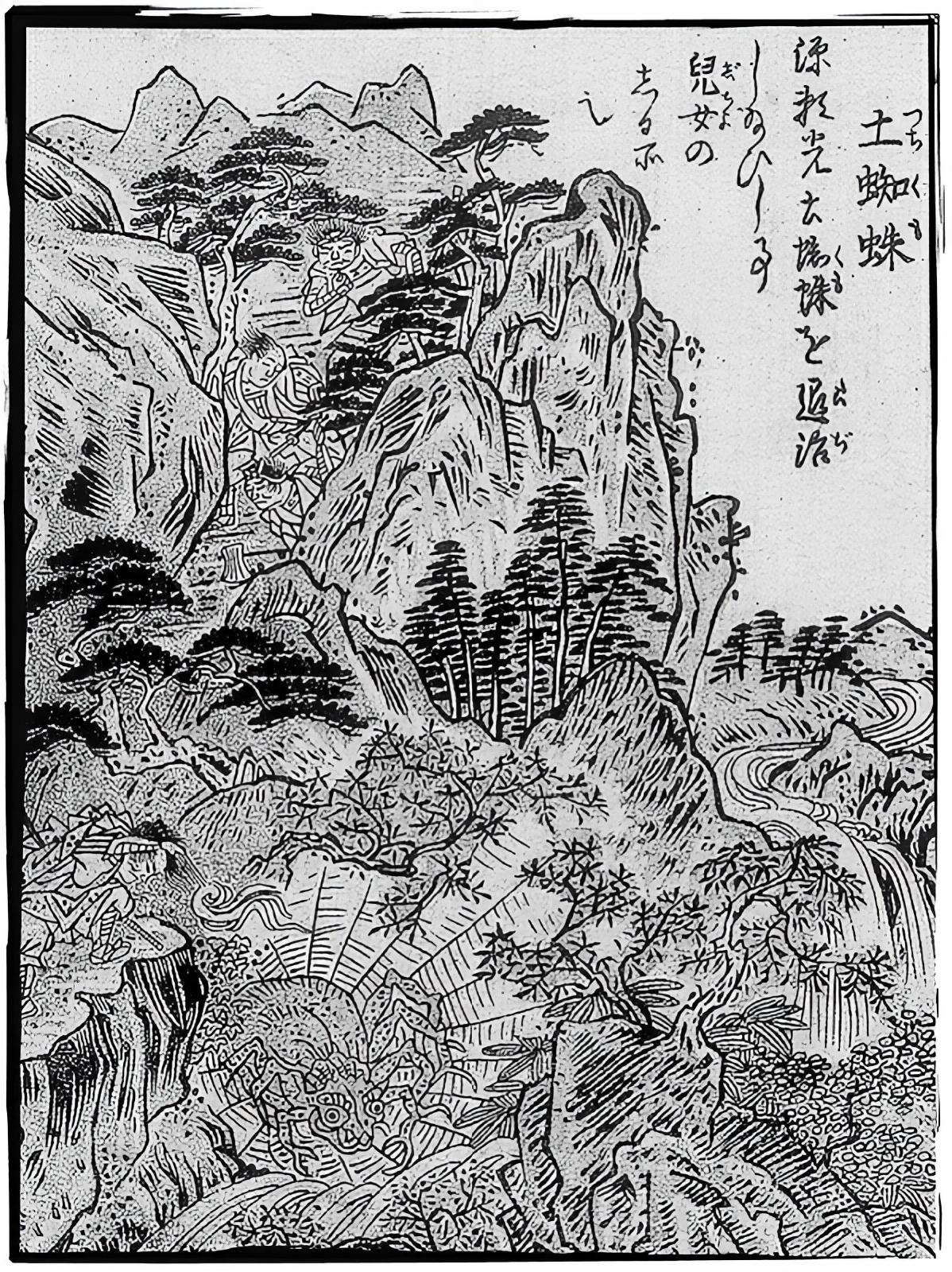
鳥山石燕『今昔画図続百鬼』の土蜘蛛
蜘蛛の姿をした妖怪として描かれている

土蜘蛛／土雲（つちぐも）は、上古の日本においてヤマト王権・大王（天皇）に恭順しなかった土豪たちを示す名称である。各地に存在しており、単一の勢力の名ではない。また同様の存在は国栖（くず）八握脛、八束脛（やつかはぎ）大蜘蛛（おおぐも）とも呼ばれる。「つか」は長さを示す単位であり、八束脛はすねが長いという意味である。
近世以後は、蜘蛛のすがたの妖怪であると広くみなされるようになった。
土蜘蛛は古代、ヤマト王権側から異族視されていており、『日本書紀』や各国の風土記などでは「狼の性、梟の情」を持ち強暴であり、山野に石窟(いわむろ)・土窟・堡塁を築いて住み、朝命に従わず誅滅される存在として表現されている。「神武紀」では土蜘蛛を「身短くして手足長し、侏儒（ひきひと）と相にたり」と形容し、『越後国風土記』の逸文では「脛の長さは八掬、力多く太だ強し」と表現するなど、異形の存在として描写している場合が多い 。
蜘蛛と称され表記もされるが、上述のような経緯もあり、生物として存在している「ツチグモ」とは直接の関係は本来無い。海外の熱帯地方に生息する大型の地表徘徊性蜘蛛であるオオツチグモ科（Theraphosidae）は、「つちぐも」に因んで和名が付けられているがその命名は近代に入ってからであり、直接的には無関係である。

## 史料に見える土蜘蛛
「つちぐも」は、天皇への恭順を表明しない土着の豪傑・豪族・賊魁などに対する蔑称として用いられていた。『古事記』神武紀、『日本書紀』神武・景行・神功の3紀に「都知久母（つちぐも）」や「土蜘蛛」の名が見られ、陸奥、越後、常陸、摂津、豊後、肥前など、各国の伝説を書き出させた風土記でも「古老曰く」「昔」などの書き出しで伝説として語られている。
『常陸国風土記』などでは、国栖（くず）と都知久母（つちぐも）とは同じ意味であるということが記されている。史料の上での登場は神武天皇の時代以後で、『古事記』『日本書紀』に記されている神話の時代には登場していない。
具体的な人名が挙げられている土蜘蛛（「土蜘蛛」と明記されてはいないが同様の土着勢力を含む）の分布領域は、常陸国7か所・豊後国6箇所・肥前国12か所・陸奥国2か所・日向国1か所にわたり、九州・東北・関東と各地に点在している。その首長名と思われる名前が45あり、そのうちには名前に「女」（め）や「姫・媛」（ひめ）などが使われている点から女性首長であろうと見られる土蜘蛛も14名おり、なかでも『肥前国風土記』に最も多くの女性首長（大山田女・狭山田女・八十女・速来津姫  など）が登場する。
「つちぐも」という名称は「土隠（つちごもり）」に由来していると考えられており、該当する土豪の一族などが横穴のような住居で暮らしてた様子、穴に籠る様子から付けられたものであろうとされている。そのため、明確には生物の蜘蛛とは関係は無い（国語学の観点からは体形とは無縁である）。
「上古の時代、朝廷に恭順をしない存在は鬼や土蜘蛛と呼ばれ、朝廷から蔑視されると共に畏怖されていた」という見方の上で、これらの表記や存在は解釈されている。
津田左右吉は各国風土記の土蜘蛛には熊襲や蝦夷と異なり、集団として扱われるのではなく個人名として登場する点に特徴があると指摘している。瀧音能之は『肥前国風土記』の佐嘉郡の土蜘蛛が荒ぶる神を鎮めた例など、九州地方の土蜘蛛に巫や農耕的呪術の特徴が見られることから、これら個人はシャーマニズムを権力の背景とした地域の首長だったと推論している。

### 大和朝廷と土蜘蛛
『日本書紀』では神武天皇が即位以前の己未の年、大和国で恭順におよばなかった波哆丘岬の新城戸畔（にいきとべ）和珥坂下の居勢祝（こせはふり）臍見長柄丘岬の猪祝（いはふり）という三箇所の土蜘蛛をそれぞれ討ち取らせた。また高尾張邑にいた土蜘蛛を葛（かずら）をあんで作った網を使って討っており、そのことに因んで地名を葛城（かつらぎ）と改めた、と記している。高尾張邑にいた土蜘蛛については、体が侏儒のように小さく手足は長かったと描写されている。
景行天皇12年（82年）冬10月景行天皇が 碩田国（おおきたのくに、現大分県）の速見村に到着し、 この地の女王の速津媛（はやつひめ）から聞いたことは、山に大きな石窟があり、それを鼠の石窟と呼び、土蜘蛛が2人住む。名は白と青という。また、直入郡禰疑野（ねぎの）には土蜘蛛が3人おり、名をそれぞれの打猿（うちざる）、八田（やた）、国摩侶（くにまろ・国麻呂）といい、彼ら5人は強く仲間の衆も多く、天皇の命令に従わないとしている。
仲哀9年3月丙申（200年3月25日）筑後国山門郡（やまとぐん、現柳川市・みやま市）に田油津媛（たぶらつひめ）という女王があり、神功皇后により誅殺されたとある。
『肥前国風土記』には、景行天皇が松浦郡の志式島（ししきしま 現在の平戸南部地域）に行幸した際（72年）、海の中に島があり、そこから煙が昇っているのを見て探らせてみると、小近島の方には大耳、大近島の方には垂耳という土蜘蛛が棲んでいるのがわかった。そこで両者を捕らえて殺そうとしたとき、大耳達は地面に額を下げて平伏し、「これからは天皇へ御贄を造り奉ります」と海産物を差し出して許しを請うたという記事がある。杵島郡嬢子山の八十女（やそめ）の話では、山に居構えて大和朝廷に抵抗したが、全滅させられたとある。八十（やそ）は大勢の意であり、多くの女性首長層が大和朝廷に反抗して壮絶な最期を遂げたと解釈されている。この八十女の所在を大和側に伝えたのも、地元の女性首長であり、手柄をあげたとして生き残ることに成功している（抵抗した者と味方した者に分かれたことを伝えている）。彼杵郡速来の速来津姫 は景行天皇に恭順し、白玉・石上神木蓮子玉・美しき玉の3色の玉（天然真珠）を差し出している。
『豊後国風土記』にも、五馬山の五馬媛（いつまひめ）、禰宜野の打猴（うちさる）・頸猴（うなさる）・八田（やた）・國摩侶、網磯野（あみしの）の小竹鹿奥（しのかおさ）・小竹鹿臣（しのかおみ）、鼠の磐窟（いわや）の青・白などの多数の土蜘蛛が登場する。
また、『丹後国風土記』の写本の一部とされている『丹後国風土記残缺』という本には、丹後国で暴れていた陸耳御笠（くがみみのみかさ）と呼ばれる土蜘蛛がいたと記している。崇神天皇の勅命を受けた弟の日子坐王が討伐し、陸耳御笠は與佐大山に逃れたと記されている。與佐大山は今の大江山と伝えられており、陸耳御笠を「大江山最初の鬼」とする評価もある。

### 井氷鹿・国栖と土蜘蛛
古代の史料に見られる大和国（奈良県）の土蜘蛛の外見で特徴的なのは、他国の記述と違い、有尾人として描かれている点である。『日本書紀』では、吉野首（よしののおふと）らの始祖を「光りて尾あり」と記し、吉野の国樔（くず）らの始祖を「尾ありて磐石（いわ）をおしわけてきたれり」と述べ、大和の先住民を、人にして人に非ずとする表現を用いている。『古事記』においても、忍坂（おさか・現桜井市）の人々を「尾の生えた土雲」と記している点で共通している。

## 土蜘蛛の妖怪

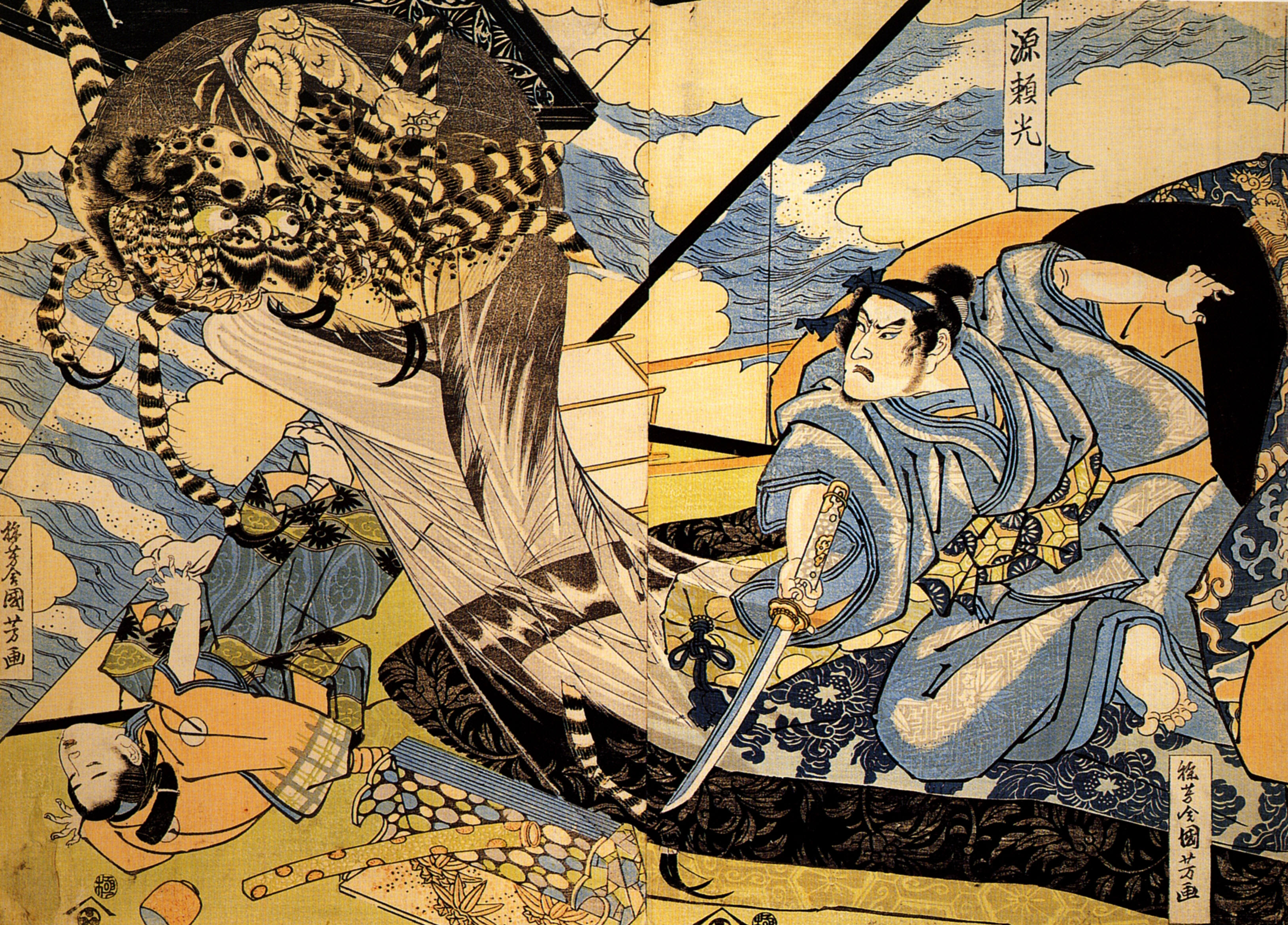
源頼光土蜘蛛の妖怪を切る図 歌川国芳筆文政前期 大判二枚続

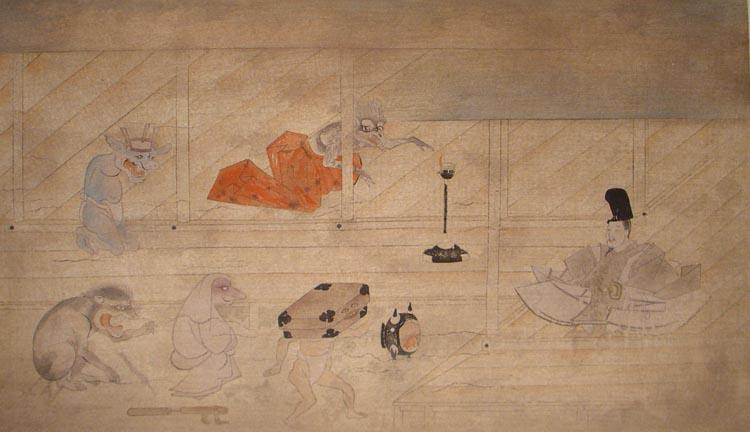
『土蜘蛛草紙』より、古屋敷で頼光たちの前に現れる異形の妖怪たち

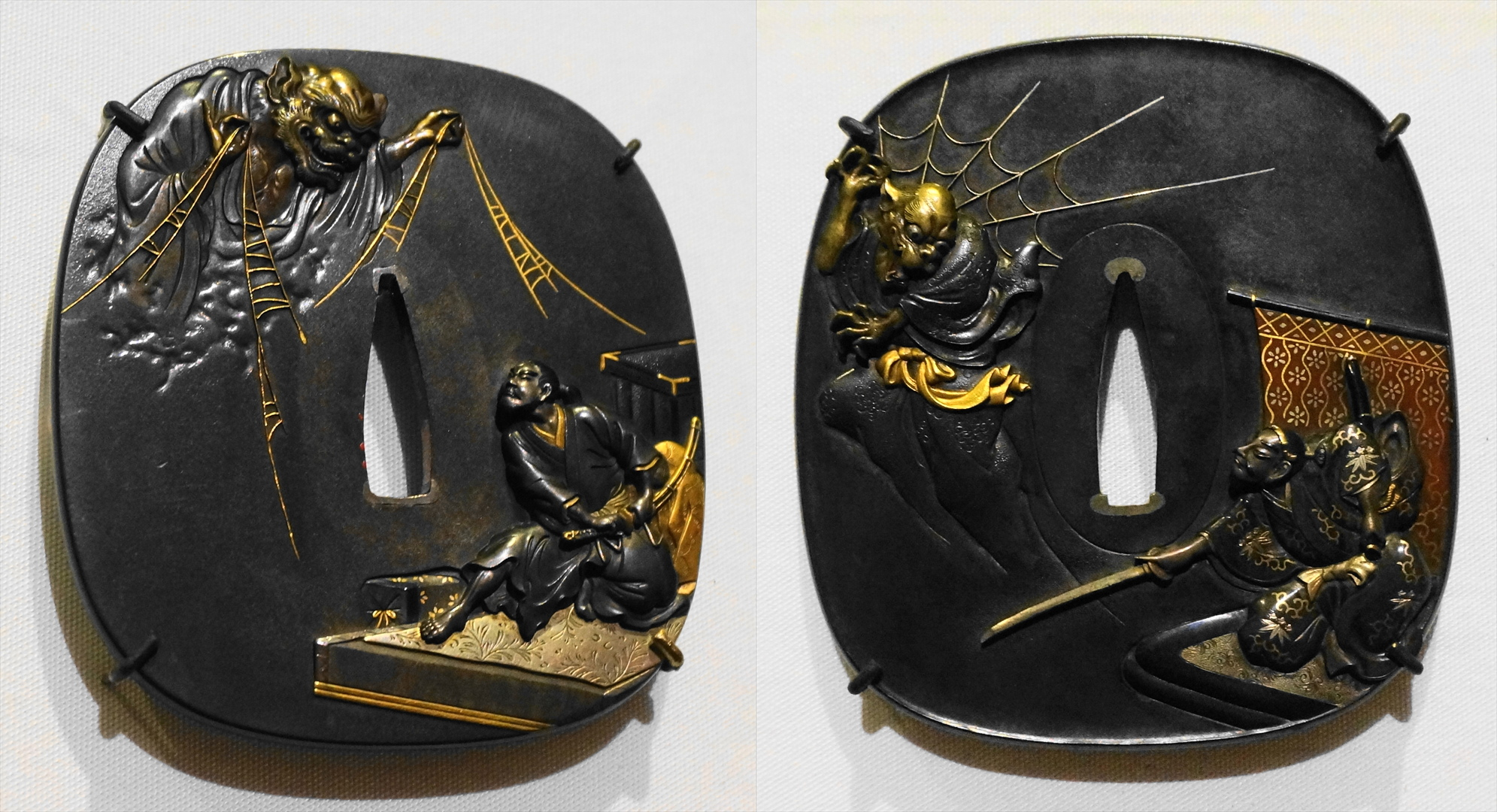
土蜘蛛退治図鐔、初代海野美盛作（左）、吾竹貞勝作（右）、ボストン美術館蔵

時代を経るに従い、土蜘蛛は物語や戯曲などに取り上げられ山蜘蛛や土蜘蛛などの名称で、日本を「魔界」にしようとする存在あるいは源頼光に対抗する蜘蛛の妖怪とされ、妖怪として定着していった。
『平家物語』の「剣巻」では「山蜘蛛」と表記され、源氏の家系に伝来する「蜘蛛切り」という刀にまつわる物語として登場しており、このはなしが能の五番目物の『土蜘蛛』などにも取り入れられ、妖怪としての土蜘蛛がひろく知られるようになった。源頼光が瘧（マラリア）を患って床についていたところ、身長7尺（約2.1メートル）の怪僧が現れ、縄を放って頼光を絡めとろうとした。頼光が病床にもかかわらず名刀・膝丸で斬りつけると、僧は逃げ去った。翌日、頼光が四天王を率いて僧の血痕を追うと、北野神社裏手の塚に辿り着き、そこには全長4尺（約1.2メートル）の巨大な山蜘蛛がいた。頼光たちはこれを捕え、鉄串に刺して川原に晒した。頼光の病気はその後すぐに回復し、土蜘蛛を討った膝丸は以来「蜘蛛切り」と呼ばれた。能の『土蜘蛛』では、土蜘蛛は四天王らに対して「葛城山に年を経し土蜘蛛の精魂なり」と語っている。
14世紀ごろに製作された絵巻物『土蜘蛛草紙』では、巨大な蜘蛛の姿で描かれている。源頼光が家来の渡辺綱を連れて京都の洛外北山の蓮台野に赴くと、空を飛ぶ髑髏に遭遇した。不審に思った頼光たちがそれを追うと、古びた屋敷に辿り着き、様々な異形の妖怪たちが現れて頼光らを苦しめた。夜明けごろには美女が現れて目くらましを仕掛けてきたが、頼光はそれに負けずに刀で斬りかかると、女の姿は消え、白い血痕が残っていた。それを辿って行くと、やがて山奥の洞窟に至り、そこには20丈（約60m）ほどの巨大な山蜘蛛がおり、この蜘蛛がすべての怪異の正体だった。激しい戦いの末に蜘蛛の首を刎ねると、その腹からは1990個もの死人の首が出てきた。さらに脇腹からは無数の子グモが飛び出したので、そこを探ると、さらに約20個の小さな髑髏があったという物語である。
浄瑠璃や歌舞伎では、世界設定に「前太平記」（源頼光四天王たちがおもに活躍する）が採られると、上記の物語が題材として引かれることが多く、江戸時代以後様々な戯曲・舞踊作品に土蜘蛛が登場した。蜘蛛が妖術を用いる手法は『善知安方忠義伝』の山蜘（やまぐも）や『白縫譚』の小女郎蜘蛛などの作品へと影響を与えている。
以上のようにさまざな作品に蜘蛛のすがたをした妖怪として土蜘蛛は登場していったが、いずれも物語や能を典拠として制作されており、各作品と『古事記』『日本書紀』や『風土記』などに見られる古代の土蜘蛛たちの伝説などとの直接的な参照関係は希薄である。

## 伝説
物語や戯曲での土蜘蛛は、ひろく知られたため、各地に関連した伝説が残される地が存在する。
奈良県の葛城山にある葛城一言主神社には土蜘蛛塚という小さな塚があるが、これは神武天皇が土蜘蛛を捕え、彼らの怨念が復活しないように頭、胴、足と別々に埋めた跡であるといわれる（神武天皇も参照）。
京都市北区の上品蓮台寺には頼光を祀った源頼光朝臣塚があるが、これが土蜘蛛が巣くっていた塚だといい、かつて塚のそばの木を伐採しようとしたところ、その者が謎の病気を患って命を落としたという話がある。また、上京区一条通にも土蜘蛛が巣くっていたといわれる塚があり、ここからは灯籠が発掘されて蜘蛛灯籠といわれたが、これを貰い受けた人はたちまち家運が傾き、土蜘蛛の祟りかと恐れ、現在は上京区観音寺門前町の東向観音寺に蜘蛛灯籠が奉納されている。一説では、頼光の父・源満仲は前述の土豪の鬼・土蜘蛛たちの一族と結託して藤原氏に反逆を企んだが、安和の変の際に一族を裏切って保身を図ったため、彼の息子である頼光と四天王が鬼、土蜘蛛といった妖怪たちから呪われるようになったともいう。